# Lista orașelor din Siria
Aceasta este lista orașelor din Siria.

## Reședințe de provincii și districte
| Nume             | Nume în arabă | Populație | District                    | Guvernorat               |
| ---------------- | ------------- | --------- | --------------------------- | ------------------------ |
| Alep             | حلب           | 2,132,100 | Districtul Mount Simeon     | Guvernoratul Alep        |
| Damasc           | دمشق          | 1,414,913 | Damasc (ca district)        | Guvernoratul Damasc      |
| Daraa            | درعا          | 97,969    | Districtul Daraa            | Guvernoratul Daraa       |
| Deir ez-Zor      | دير الزور     | 211,857   | Districtul Deir ez-Zor      | Guvernoratul Deir ez-Zor |
| Hama             | حماة          | 312,994   | Districtul Hama             | Guvernoratul Hama        |
| Al-Hasaka        | الحسكة        | 188,160   | Districtul Al-Hasaka        | Guvernoratul Al-Hasaka   |
| Homs             | حمص           | 652,609   | Districtul Homs             | Guvernoratul Homs        |
| Idlib            | ادلب          | 97,969    | Districtul Idlib            | Guvernoratul Idlib       |
| Latakia          | اللاذقية      | 383,786   | Districtul Latakia          | Guvernoratul Latakia     |
| Quneitra         | القنيطرة      | 153       | Districtul Quneitra         | Guvernoratul Quneitra    |
| Ar-Raqqa         | الرقة         | 220,488   | Districtul Al-Raqqah        | Guvernoratul Ar-Raqqa    |
| As-Suwayda       | السويداء      | 73,641    | Districtul As-Suwayda       | Guvernoratul As-Suwayda  |
| Tartus           | طرطوس         | 115,769   | Districtul Tartus           | Guvernoratul Tartus      |
| Abu Kamal        | البوكمال      | 42,510    | Districtul Abu Kamal        | Guvernoratul Deir ez-Zor |
| Afrin            | عفرين         | 36,562    | Districtul Afrin            | Guvernoratul Alep        |
| Arihah           | أريحا         | 39,501    | Districtul Arihah           | Guvernoratul Idlib       |
| Atarib           | الأتارب       | 10,657    | Districtul Atarib           | Guvernoratul Alep        |
| Ayn al-Arab      | عين العرب     | 44,821    | Districtul Ayn Al-Arab      | Guvernoratul Alep        |
| Azaz             | أعزاز         | 31,623    | Districtul Azaz             | Guvernoratul Alep        |
| Al-Bab           | الباب         | 63,069    | Districtul Al-Bab           | Guvernoratul Alep        |
| Baniyas          | بانياس        | 41,632    | Districtul Baniyas          | Guvernoratul Tartus      |
| Darayya          | داريا         | 78,763    | Districtul Darayya          | Guvernoratul Rif Dimashq |
| Dayr Hafir       | دير حافر      | 18,948    | Districtul Dayr Hafir       | Guvernoratul Alep        |
| Douma            | دوما          | 110,893   | Districtul Douma            | Guvernoratul Rif Dimashq |
| Duraykish        | دريكيش        | 13,244    | Districtul Duraykish        | Guvernoratul Tartus      |
| Fiq              | فيق           | 1,947     | Districtul Fiq              | Guvernoratul Quneitra    |
| Al-Haffah        | الحفة         | 4,298     | Districtul Al-Haffah        | Guvernoratul Latakia     |
| Harem            | حارم          | 21,934    | Districtul Harem            | Guvernoratul Idlib       |
| Izra             | ازرع          | 19,158    | Districtul Izra             | Guvernoratul Daraa       |
| Jableh           | جبلة          | 53,989    | Districtul Jableh           | Guvernoratul Latakia     |
| Jarabulus        | جرابلس        | 11,570    | Districtul Jarabulus        | Guvernoratul Alep        |
| Jisr al-Shughur  | جسر الشغور    | 39,917    | Districtul Jisr al-Shughur  | Guvernoratul Idlib       |
| Maarat al-Numaan | معرة النعمان  | 58,008    | Districtul Maarat al-Numaan | Guvernoratul Idlib       |
| Al-Malikiyah     | المالكية      | 26,311    | Districtul Al-Malikiyah     | Guvernoratul Al-Hasaka   |
| Manbij           | منبج          | 99,497    | Districtul Manbij           | Guvernoratul Alep        |
| Masyaf           | مصياف         | 22,508    | Districtul Masyaf           | Guvernoratul Hama        |
| Mayadin          | الميادين      | 44,028    | Districtul Mayadin          | Guvernoratul Deir ez-Zor |
| Mhardeh          | محردة         | 17,578    | Districtul Mhardeh          | Guvernoratul Hama        |
| Al-Mukharram     | المخرم        | 6,202     | Districtul Al-Mukharram     | Guvernoratul Homs        |
| An-Nabk          | النبك         | 32,548    | Districtul Al-Nabk          | Guvernoratul Rif Dimashq |
| Qamishli         | القامشلي      | 184,231   | Districtul Al-Qamishli      | Guvernoratul Al-Hasaka   |
| Qardaha          | القرداحة      | 8,671     | Districtul Qardaha          | Guvernoratul Latakia     |
| Qatana           | قطنا          | 33,996    | Districtul Qatana           | Guvernoratul Rif Dimashq |
| Qudsaya          | قدسيا         | 33,571    | Districtul Qudsaya          | Guvernoratul Rif Dimashq |
| Al-Qusayr        | القصير        | 29,818    | Districtul Al-Qusayr        | Guvernoratul Homs        |
| Al-Qutayfah      | القطيفة       | 26,671    | Districtul Al-Qutayfah      | Rif Dimashq              |
| Ras al-Ayn       | رأس العين     | 29,347    | Districtul Ras al-Ayn       | Guvernoratul Al-Hasaka   |
| Al-Rastan        | الرستن        | 39,834    | Districtul Al-Rastan        | Guvernoratul Homs        |
| Al-Safira        | السفيرة       | 63,708    | Districtul Al-Safira        | Guvernoratul Alep        |
| Safita           | صافيتا        | 20,301    | Districtul Safita           | Guvernoratul Tartus      |
| Al-Salamiyah     | سلمية         | 66,724    | Districtul Al-Salamiyah     | Guvernoratul Hama        |
| Salkhad          | صلخد          | 9,155     | Districtul Salkhad          | Guvernoratul As-Suwayda  |
| Al-Sanamayn      | الصنمين       | 26,268    | Districtul Al-Sanamayn      | Guvernoratul Daraa       |
| Shahba           | شهبا          | 13,660    | Districtul Shahba           | Guvernoratul As-Suwayda  |
| Al-Shaykh Badr   | الشيخ بدر     | 9,486     | Districtul Al-Shaykh Badr   | Guvernoratul Tartus      |
| Al-Suqaylabiyah  | السقيلبية     | 13,920    | Districtul Al-Suqaylabiyah  | Guvernoratul Hama        |
| Tadmur           | تدمر          | 51,323    | Districtul Tadmur           | Guvernoratul Homs        |
| Tell Abyad       | تل أبيض       | 14,825    | Districtul Tell Abyad       | Guvernoratul Ar-Raqqa    |
| Taldou           | تلدو          | 15,727    | Districtul Taldou           | Guvernoratul Homs        |
| Talkalakh        | تلكلخ         | 18,412    | Districtul Talkalakh        | Guvernoratul Homs        |
| Al-Tall          | التل          | 44,597    | Districtul Al-Tall          | Rif Dimashq              |
| Al-Thawrah       | الثورة        | 69,425    | Districtul Al-Thawrah       | Guvernoratul Ar-Raqqa    |
| Yabrud           | يبرود         | 25,891    | Districtul Yabrud           | Guvernoratul Rif Dimashq |
| Zabadani         | الزبداني      | 26,285    | Zabadani                    | Guvernoratul Rif Dimashq |

## Alte orașe
| Nume              | Nume în arabă | Guvernorat                            | Populație |
| ----------------- | ------------- | ------------------------------------- | --------- |
| Sayyidah Zaynab   | السيدة زينب   | Guvernoratul Rif Dimashq              | 136,427   |
| Al-Hajar al-Aswad | الحجر الأسود  | Guvernoratul Rif Dimashq              | 84,948    |
| Binnish           | بنش           | Guvernoratul Idlib                    | 21,848    |
| Bosra             | بصرى          | Guvernoratul Daraa                    | 19,683    |
| Dayr 'Atiyah      | دير عطية      | Guvernoratul Rif Dimashq              | 10,984    |
| Harasta           | حرستا         | Guvernoratul Rif Dimashq              | 68,708    |
| Jaramana          | جرمانا        | Guvernoratul Rif Dimashq              | 114,363   |
| Jindires          | جنديرس        | Guvernoratul Alep                     | 13.661    |
| Kafr Nabl         | كفر نبل       | Guvernoratul Idlib                    | 15,455    |
| Khan Shaykhun     | خان شيخون     | Guvernoratul Idlib\|Guvernoratul Alep | 34,371    |
| Ma'arrat Misrin   | معرتمصرين     | Guvernoratul Idlib                    | 17,519    |
| Nawa              | نوى           | Guvernoratul Daraa                    | 47,066    |
| Salqin            | سلقين         | Guvernoratul Idlib                    | 23,700    |
| Saraqib           | سراقب         | Guvernoratul Idlib                    | 32,495    |
| Talbiseh          | تلبيسة        | Guvernoratul Homs                     | 30,796    |